# Terapia de sustitución hormonal

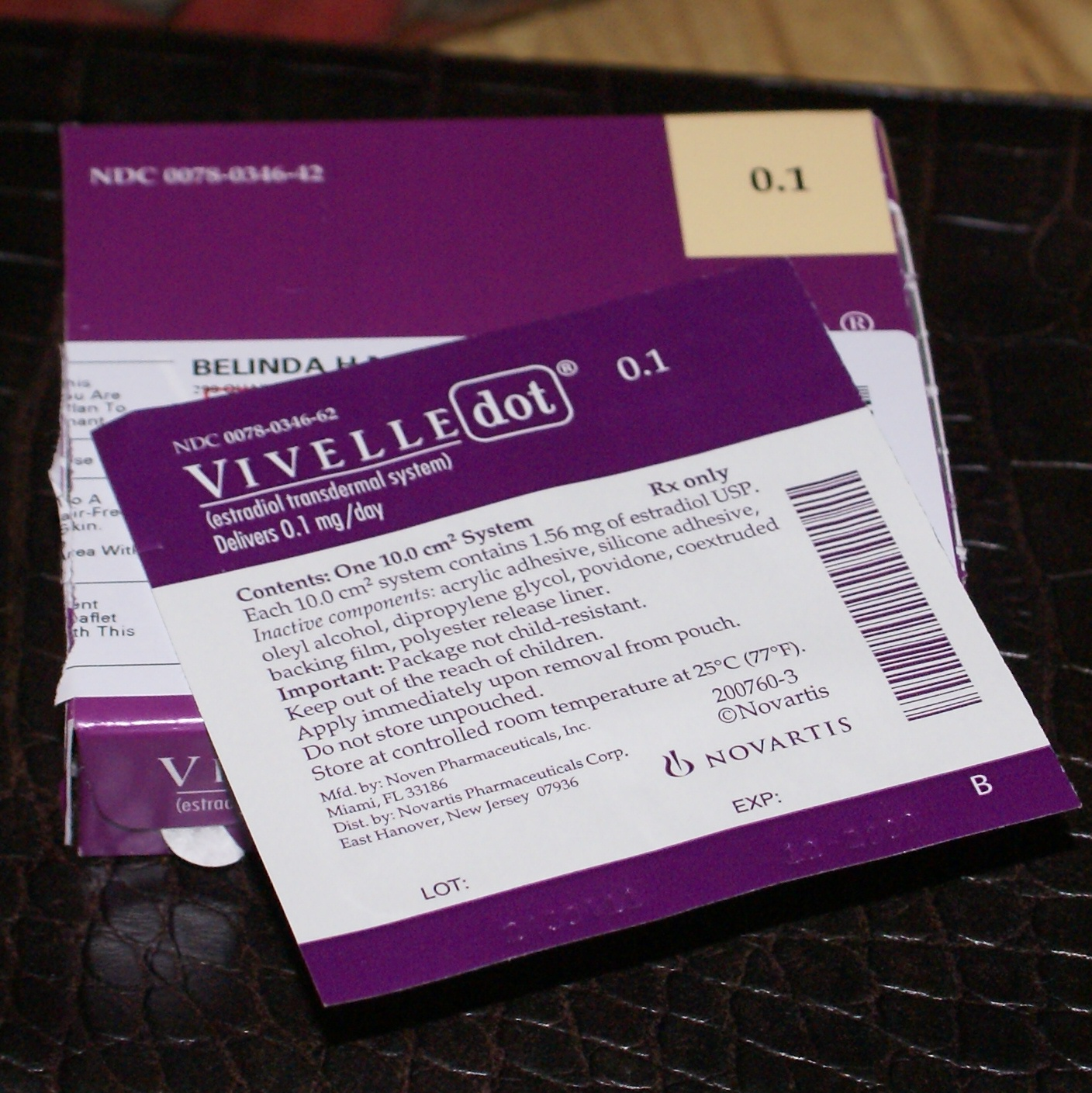
Parche transdérmico de estradiol, para terapia con estrógenos.

La terapia de sustitución hormonal (TSH), terapia de reemplazo hormonal (TRH) o terapia hormonal sustitutoria (THS) es un sistema de tratamiento médico para la menopausia quirúrgica, la perimenopausia y, en menor medida, para mujeres en la menopausia. Se basa en la idea de que el tratamiento puede prevenir las molestias causadas por la menor cantidad de hormonas (estrógenos y progesterona) presentes en la sangre. Supone el empleo de uno o más fármacos pertenecientes a un grupo diseñado para elevar artificialmente los niveles hormonales.
Los principales tipos de hormonas que se usan en este tratamiento son: estrógenos, progesterona o progestinas y a veces testosterona. A menudo se la llama tratamiento en lugar de terapia.
Los efectos secundarios pueden incluir enfermedad de la vesícula biliar, accidente cerebrovascular, incontinencia urinaria y coágulos de sangre; sin embargo, no hay cambios en el riesgo general de malos resultados o muerte. La evidencia provisional apoya mayores beneficios que daños en aquellos menores de 60 años. Generalmente no se recomienda su uso en personas con problemas hepáticos o cáncer de mama. Incluye un estrógeno y un progestágeno. Se utiliza progestágeno, a menos que se haya extirpado el útero, para evitar un mayor riesgo de cáncer de endometrio. A veces también se utilizan andrógenos, como la testosterona . 
La terapia de reemplazo hormonal se ha utilizado desde la década de 1890. A partir de 2024, los costos de la TRH en Estados Unidos varían entre USD 10 y USD 500, según la presentación. La inclusión del estrógeno, estradiol, en la Lista Modelo de Medicamentos Esenciales de la OMS fue rechazada en 2023, con recomendaciones para considerar más a fondo su inclusión. La terapia de reemplazo hormonal bioidéntica ganó popularidad en la década de 2000 con afirmaciones de que era más "natural"; sin embargo, los beneficios y la seguridad no están claros y no se recomienda su uso.

## Visión general
La terapia de sustitución hormonal está disponible de varias formas. Generalmente se suministran dosis bajas de uno o más estrógenos, y a menudo también se suministra progesterona o un análogo químico llamado progestina. También se puede incluir testosterona. A las mujeres que han sufrido una histerectomía, se les suministra habitualmente un compuesto estrogénico conteniendo alguna clase de progesterona, una terapia llamada "terapia de estrógenos sin oposición". Las terapias de reemplazo hormonal se administran mediante parches transdérmicos, comprimidos, cremas, pastillas, dispositivos intrauterinos (DIU), anillos vaginales y, más raramente, mediante inyecciones. Las dosis suelen ser variadas cíclicamente, con tomas diarias de estrógenos, y progesterona (o progestina) durante dos semanas cada mes o bimestre; un método llamado "TRH combinada secuencial". Un método alternativo de más reciente aparición es llamado "TRH combinado continuo" y consiste en una dosis constante de ambos tipos de hormonas tomadas diariamente. A veces se añade un andrógeno, generalmente testosterona para tratar la libido disminuida. También puede tratarse la disminución de energía y ayudar a disminuir la osteoporosis que suele aparecer tras la menopausia.
Estas terapias de reemplazo hormonal se suministran a veces como suplemento durante un período corto (uno o dos años, normalmente,menos de cinco) a partir de la aparición de síntomas de menopausia: (sofocos), menstruación irregular, redistribución de grasas, etc.). Las mujeres más jóvenes con fallo ovárico prematuro u menopausia quirúrgica pueden usar esta terapia durante muchos años, hasta la edad en que hubiese llegado la menopausia de modo natural.
Las actitudes hacia la TRH cambiaron en 2002 después del anuncio de la Women's Health Initiative (WHI) dependiente de los National Institutes of Health de que aquellas mujeres que estaban en tratamiento con Prempro, según mostraba la parte principal del estudio, tenían una mayor incidencia de cáncer de mama, ataques cardíacos y derrames cerebrales.
Los hallazgos de WHI fueron confirmados en un estudio nacional más amplio realizado en el Reino Unido, llamado The Million Women Study. Como resultado de estos hallazgos, el número de mujeres que tomaban el tratamiento hormonal descendió bruscamente  Asimismo, como resultado de estos nuevos hechos, la Journal of the American Medical Association recomendó que las mujeres con menopausia normal (no las de menopausia quirúrgica) deberían tomar la dosis más baja viable de TRH durante el tiempo más corto posible para evitar los riesgos.

## Tipos de terapia hormonal
Las mezclas patentadas de estrógenos de equino conjugados (CEE) han sido una forma habitual de prescripción de TRH, así como las progestinas que, aunque no son progesterona, aproxima sus efectos. Las investigaciones han demostrado que determinados riesgos se asocian con estas combinaciones de progestinas y estrógenos equinos. Como éstas se han usado habitualmente y durante un tiempo más largo, existen muchos más estudios de estos tipos de hormonas que de algunas de las nuevas formas con los nuevos sistemas de prescripción, y por tanto casi todo lo que se sabe es sobre estas clases. Si tales riesgos existen o no con otras formas de estrógenos y progestinas, y otros sistemas de administración, es algo que aún debe ser estudiado.
Las formas bioidénticas de estrógeno y progesterona humanos no han sido muy estudiadas. Esta distinción es importante, porque los efectos biológicos adversos de los xenoestrógenos y las progestinas revelados por los estudios de Premarina y Prempro no se generalizan necesariamente con la suplementación de formas humanas de estrógeno y progesterona. Por ejemplo, un estudio piloto publicado en JAMA por Smith, Heckbert, et al. encontró evidencias clínicas de que los estrógenos equinos conjugados por vía oral causaban coagulación, pero los otros estrógenos testados en el mismo estudio, estrógenos esterificados bioidénticos, no la causaban. Se encontró una asociación de los estrógenos equinos conjugados con el riesgo aumentado de trombosis venosa. En marcado contraste, el estudio encontró que los usuarios de estrógenos esterificados no habían incrementado su riesgo de trombosis venosa.
Adicionalmente, la ruta de administración puede ser tan importante como el tipo de estrógeno administrado. Por ejemplo, en un gran estudio publicado en The Lancet, Scarabin et al. compararon los efectos de los estrógenos administrados oralmente y mediante parche transdérmico (principalmente estradiol-17 beta, el estrógeno  "bioidéntico" humano) y encontraron que la ruta oral estaba asociada a un incremento triple del riesgo de enfermedad de coagulación venosa (tromboflebitis, embolismo pulmonar), mientras que los parches transdérmicos no producían un riesgo excedente. Esta diferencia era probablemente debida al hecho de que los parches transdérmicos se absorbían directamente en el torrente sanguíneo, mientras los estrógenos orales son procesados y cambiados en el hígado antes de liberarse en la sangre.
A menudo se han referido erróneamente estudios que tratan de descubrir los efectos adversos sobre la salud de los estrógenos equinos y las progestinas, como si reflejasen efectos del "estrógeno" y la "progesterona". Es importante tener en mente esta frecuente generalización incorrecta al revisar informes de prensa. Por otra parte, las cremas, geles, etc, que contienen hormonas "bioidénticas" hechas por encargo por farmacias (fórmulas magistrales) no están sujetas al seguimiento o regulación de la FDA, por lo que las dosis suministradas y los niveles en sangre producidos son impredecibles y pueden ser altamente variables, y existen pocos estudios a gran escala sobre estas cuestiones.
Cada vez está más claro que las pastillas de progestina y de estrógenos equinos, por vía oral, pueden incrementar algunos riesgos, entre ellos los riesgos de exacerbación de problemas previos de hígado o vesícula, y de peligrosos coágulos de sangre. El uso a largo plazo de estrógenos equinos probablemente también incrementa el riesgo de cáncer de mama. Se admite generalmente que en mujeres con útero, la terapia con estrógenos equinos, sin oposición por la progesterona, incrementa el riesgo de cáncer de útero en mujeres con endometrio intacto.
Esta combinación patentada puede también afectar a los niveles de triglicéridos en sangre e incrementar el riesgo de accidentes cardiovasculares adversos. Aunque anteriormente se pensaba que la TRH con progestinas y estrógenos equinos sería posotiva para la salud cardiovascular de las mujeres, el 4 de febrero de 2004, la American Heart Association dictó unas orientaciones que establecían que esta terapia ya no debería ser considerada como un agente para mejorar la salud cardíaca o para disminuir las posibilidades de desarrollar una enfermedad cardiovascular.
En 2006, los resultados del gran estudio observacional, aún en curso, de las enfermeras de Harvard mostró que aquellas que tomaban una píldora que contenía una combinación de estrógeno con
metiltestosterona (un análogo de síntesis de la testosterona) tenían un riesgo más alto de padecer cáncer de mama que aquellas que no estaban tomando la metiltestosterona. Desafortunadamente, casi ningún estudio ha comprobado la seguridad de los beneficios de la testosterona bioidéntica humana, o la administración de testosterona a baja dosis por vías diferentes a la oral, que evita el primer paso a través del hígado.
Debido a los riesgos y problemas potenciales de las progestinas y estrógenos equinos, se han desarrollado terapias alternativas, incluyendo cambios en los estilos de vida, terapia con componentes botánicos no hormonales (fitoestrógenos), y terapia de reemplazo con hormonas bioidénticas. Para reducir el riesgo de osteoporosis sin hormonas, se han ensayado cambios en la dieta que incrementan la asimilación del calcio, aumento del ejercicio físico, y fármacos como los bifosfatos, modulador del receptor selectivo de estrógenos, o calcitonina.
La TRH ha demostrado ser más efectiva que el ejercicio para revertir los efectos de la edad sobre el músculo. Un objetivo futuro es dirigir la terapia hacia mecanismos moleculares que trabajan específicamente sobre tejidos seleccionados. Esto puede reducir la extensión y severidad de los efectos secundarios.

## Estrógenos equinos conjugados

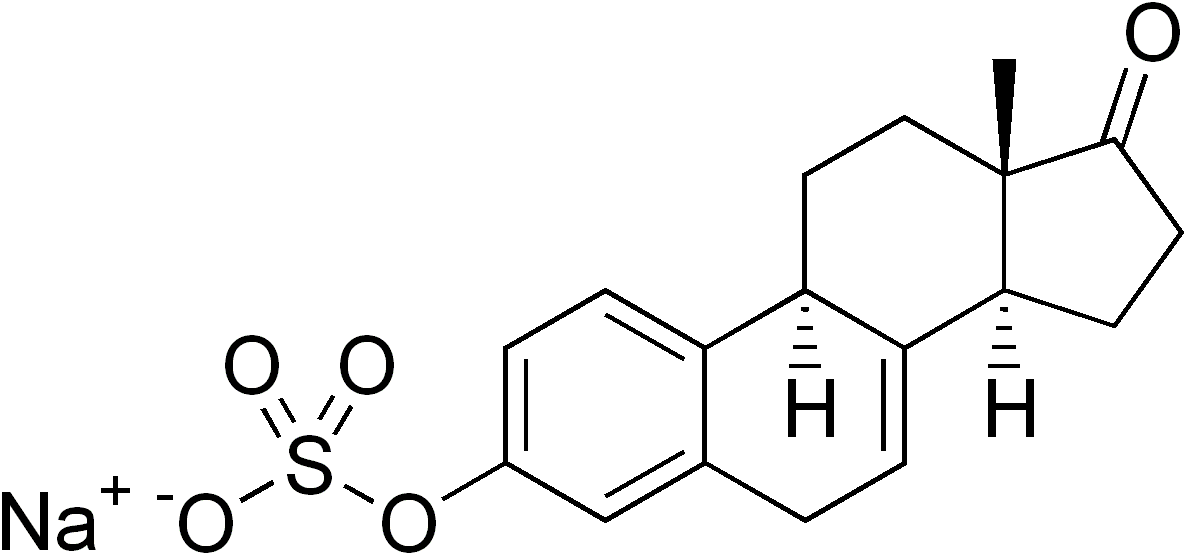
Estructura de la molécula de Premarina

Los estrógenos equinos conjugados contienen moléculas de estrógeno conjugadas con grupos sustituyentes hidrofílicos (p. ej. sulfatos). Se obtienen a partir de la orina de yeguas preñadas y reciben el nombre de Premarina. El Prempro es un producto relacionado en el que se combina Premarina con una progestina sintética, acetato de medroxiprogesterona. Sin embargo, Premarina, y especialmente Prempro, se han asociado con serios riesgos para la salud.  En enero de 2003, la FDA requirió a Wyeth para que pusiera una advertencia en los envases de Prempro, que indicase:
ATENCIÓNLos estrógenos y las progestinas no deberían emplearse para prevenir las enfermedades cardiovasculares. El informe The Women’s Health Initiative (WHI) indicó la existencia de riesgos incrementados de infarto de miocardio, derrame cerebral, cáncer de mama invasivo, embolismo pulmonar, y trombosis venosa profunda en mujeres postmenopaúsicas que hubiesen seguido un tratamiento durante 5 años con estrógenos equinos conjugados (0.625 mg) combinado con acetato de medroxiprogesterona (2.5 mg) respecto de las que tomaron placebo. Otras dosis de estrógenos equinos conjugados y de acetato de medroxiprogesterona, y otras combinaciones de estrógenos y progestinas no fueron estudiadas en el informe WHI ... "

## Terapia de reemplazo con hormonas bioidénticas
La terapia de reemplazo con hormonas bioidénticas se refiere al uso de hormonas que son químicamente idénticas a las que se producen en el cuerpo de la mujer, aunque también se han asociado con las fórmulas magistrales de consultorios y farmacias, y los análisis de saliva para determinar, y ajustar los niveles de hormona de una mujer. Estas dos últimas prácticas son muy controvertidas pues las fórmulas magistrales no han demostrado ningún beneficio y existen riesgos reales debidos a una dosificación o concentración incorrectas, y una posible contaminación; los análisis de saliva son considerados de escaso valor debido a las fluctuaciones naturales en los niveles de hormona y a la falta de soporte científico sobre la dosis de hormona que pueda considerarse ideal. Los defensores también reivindican de que esta terapia con hormonas bioidénticas puede ofrecer ventajas más allá de las típicas de la TRH tradicional aunque no hay evidencia que apoye estas peticiones. La Food and Drug Administration declara que se espera que esta terapia presente los mismos riesgos y beneficios de la TRH con hormonas no-bioidénticas, y que son producidas por los fabricantes con estrictos estándares de pureza y concentración.

## Resultados del informe de la Women's Health Initiative sobre terapia de reemplazo hormonal
La práctica clínica médica cambió rápida y dramáticamente con los resultados de los dos estudios paralelos, WHI, sobre la TRH en mujeres postmenopaúsicas. Los estudios previos eran mucho menores, y muchos eran estudios con mujeres que estaban tomando hormonas por elección propia. Este grupo autoseleccionado tendía a estar compuesto por mujeres que eran más conscientes y activas en el cuidado de la salud, lo que era un posible factor para explicar porqué estas mujeres eran más saludables que la media. Los estudios WHI fueron el primer gran ensayo clínico doble ciego, con placebo controlado, sobre la TRH en mujeres sanas postmenopaúsicas. Tanto el ensayo WHI estrógeno+progestina como el ensayo solo-estrógeno fueron parados antes de su finalización (en julio de 2002 y febrero de 2004 respectivamente) porque los resultados de los estudios preliminares indicaban que los riesgos para la salud de los estrógenos equinos conjugados y la progestina excedían a los beneficios.
El primer informe sobre el interrumpido estudio WHI sobre estrógeno+progestina se publicó en julio de 2002. Hizo un seguimiento a 16 000 mujeres durante 5,2 años, la mitad de las cuales tomaron placebo, la otra mitad tomando Prempro, una combinación de la progestina acetato de medroxiprogesterona y estrógenos equinos conjugados. El estudio encontró un aumento estadísticamente significativo en las tasas de cáncer de mama, enfermedad coronaria, derrame cerebral y embolismo pulmonar. El estudio también encontró disminuciones estadísticamente significativas en la tasa de fractura de cadera y cáncer colorectal. "Un año después de que el estudio se interrumpiera en 2002, se publicó un artículo que indicaba que los estrógenos combinados con progestina también incrementaban los riesgos de demencia." La conclusión del estudio fue que la TRH de combinación presentaba riesgos que sobrepasaban sus beneficios medidos.Los resultados fueron casi universalmente difundidos como riesgos y problemas asociados con la TRH en general, más bien
que con PremPro, la combinación patentada específica de estrógeno equino conjugado y progestina, que se había estudiado.
El incremento en los riesgos de enfermedad coronaria en la sección PremPro del estudio variaba según la edad y los años transcurridos desde la aparición de la menopausia. Las mujeres entre 50 y 59 años que tomaban TRH mostraban una pequeña tendencia hacia menor riesgo de enfermedad coronaria,
 como las mujeres que estaban dentro de los cinco primeros años tras la aparición de la menopausia.
Las reacciones cardiovasculares adversas solo pueden aplicarse en caso de dosificación oral de progestina y estrógeno equino conjugado (PremPro), mientras que otros tipos de TRH como las que emplean estradiol por vía tópica o estriol pueden no producir los mismos riesgos. Los resultados de otros estudios sugieren que cuando el estrógeno se administra por vía oral, se altera la función del hígado y se incrementa el riesgo de coágulos de sangre.
Los resultados preliminares del estudio WHI de 2004 encontraron una tendencia no significativa en los ensayos solo-con-estrógenos hacia un riesgo reducido de cáncer de mama  y una actualización en 2006 concluyó que el uso de TRH solo con estrógenos durante 7 años no incrementa el riesgo de cáncer de mama en mujeres postmenopaúsicas que habían sufrido una histerectomía. Los resultados del ensayo WHI solo-con-estrógenos sugieren que la progestina empleada en el ensayo estrógeno+progestina incrementaba el riesgo de cáncer de mama por encima del asociado con el uso de estrógenos aislados.
Después de la coagulación incrementada encontrada en los resultados del primer informe WHI difundidos en 2002, un gran número de mujeres que habían estado tomando las mezclas patentadas de estrógenos equinos y progestina que se habían estudiado (Prempro) se interrumpió la dispensación de recetas. El número de recetas dispensadas de Prempro se cortó abruptamente casi a la mitad. Muchas mujeres comenzaron a tomar alternativas a Prempro, como hormonas bioidénticas. Después de estos cambios,se observó una caída marcada en las tasas de incidencia de cáncer de mama, y se mantuvo constante en los siguientes años.

## Hallazgos recientes
Según una presentación en 2007 en un congreso de la American Academy of Neurology, la terapia hormonal tomada inmediatamente después de la menopausia puede ayudar a proteger contra la demencia, incluso aunque aumente el riesgo de declive mental en mujeres que no tomaron el fármaco hasta que fueron mayores. El riesgo de demencia era del 1 % en mujeres que iniciaron la TRH pronto,y del 1,7 % en mujeres que no lo hicieron (por ejemplo, en mujeres que no tuvieron tratamiento parece haber existido -de media- un riesgo relativo de demencia un 70 % mayor). Esto es consistente con la investigación de que la terapia hormonal mejora los procesos de ejecución y de atención en mujeres postmenopaúsicas.  Esto también está apoyado por investigaciones con monos a los que se practicó ovariectomía para imitar los efectos de la menopausia y luego tuvieron terapia con estrógenos. Esto demostró que los monos tratados comparados con los no tratados tenían capacidades ejecutivas mejoradas a largo plazo de la córteza prefrontal en la tarea de ordenación de cartas de Wisconsin.
Otro reciente ensayo aleatorio controlado encontró que la TRH puede actualmente prevenir el desarrollo de enfermedades cardíacas y reducir la incidencia de infarto de miocardio en mujeres entre 50 y 59 años, pero no para mujeres mayores. El mecanismo puede tener algo que ver con los efectos contradictorios del incremento de la propensión a sufrir coágulos, frente a concentraciones crecientes de colesterol en sangre, ya sea del "bueno" o del "malo" (que tendría un efecto protector). Se está realizando la continuación de los estudios para confirmar estos hallazgos. El riesgo incrementado de cáncer de mama permanece.
Un reciente gran estudio bien diseñado aleatorio y controlado mostró recientemente que el riesgo aumentado de cáncer de mama se aplica solo a esas mujeres que tomaron análogos de laprogesterona (como hicieron las del informe WHI) pero no para aquellas que tomaban la progesterona por sí misma.

## Contraindicaciones de la TRH

### Contraindicaciones absolutas
- Hemorragia vaginal no diagnosticada
- Enfermedad severa del hígado
- Embarazo
- Enfermedad coronaria
- Trombosis venosa
- Cáncer de endometrio bien diferenciado y en primerosestadíos (una vez finalizado el tratamiento para la malignidad, ya no existe una contraindicación absoluta). Las progestians por separado pueden mitigar los síntomas si el paciente es incapaz de tolerar los estrógenos.

### Contraindicaciones relativas
- Dolores de cabeza tipo Migraña
- Historia personal de cáncer de mama
- Cáncer de ovario[32]
- Historia de fibromas uterinos
- Hiperplasia ductal atípica del pecho
- Enfermedad activa de la vesícula (colangitis, colecistitis)

## Efectos secundarios
| Síntomas frecuentes - Dolor de cabeza. - Molestias, retortijones o hinchazón de estómago. - Diarrea. - Cambios en el apetito y el peso. - Cambios en el deseo sexual o en la conducta sexual. - Nerviosismo. - Manchas marrones o negras en la piel. - Acné. - Sudor de manos, pies, o parte inferior de las piernas debido a retención de fluidos - Cambios en el flujo menstrual - Reblandecimiento, alargamiento o caída del pecho. - Frecuente dificultad al usar lentes de contacto | Síntomas infrecuentes - Visión doble - Dolor abdominal severo - Tono amarillo de la piel y ojos - Depresión severa - Hemorragia inusual - Pérdida de apetito - Picor de piel - Laxitud - Fiebre - Orina de color oscuro - Deposiciones de color claro - Corea |

### En español
- Terapia de Reemplazo Hormonal. Trincado, Mª Milagros

### En inglés
- Council on Hormone Education
- North American Menopause Society
- FDA article on Menopause and Hormones
- Effects of hormone replacement

- Datos: Q1931705